# Nakielnica
Nakielnica is een plaats in het Poolse district  Zgierski, woiwodschap Łódź. De plaats maakt deel uit van de gemeente Aleksandrów Łódzki en telt 260 inwoners.